# Rana temporaria
Rana temporaria là một loài ếch được tìm thấy trên khắp các nước châu Âu về phía bắc tận phía bắc của vòng Bắc cực ở Scandinavia và phía đông là các núi Ural, ngoại trừ đối với hầu hết của Iberia, miền nam Italia và vùng Balkan phía Nam. Phía tây xa nhất nó có thể được tìm thấy là Ireland, nơi từ lâu đã được nghĩ sai lầm là một loài du nhập hoàn toàn.

## Bề ngoài

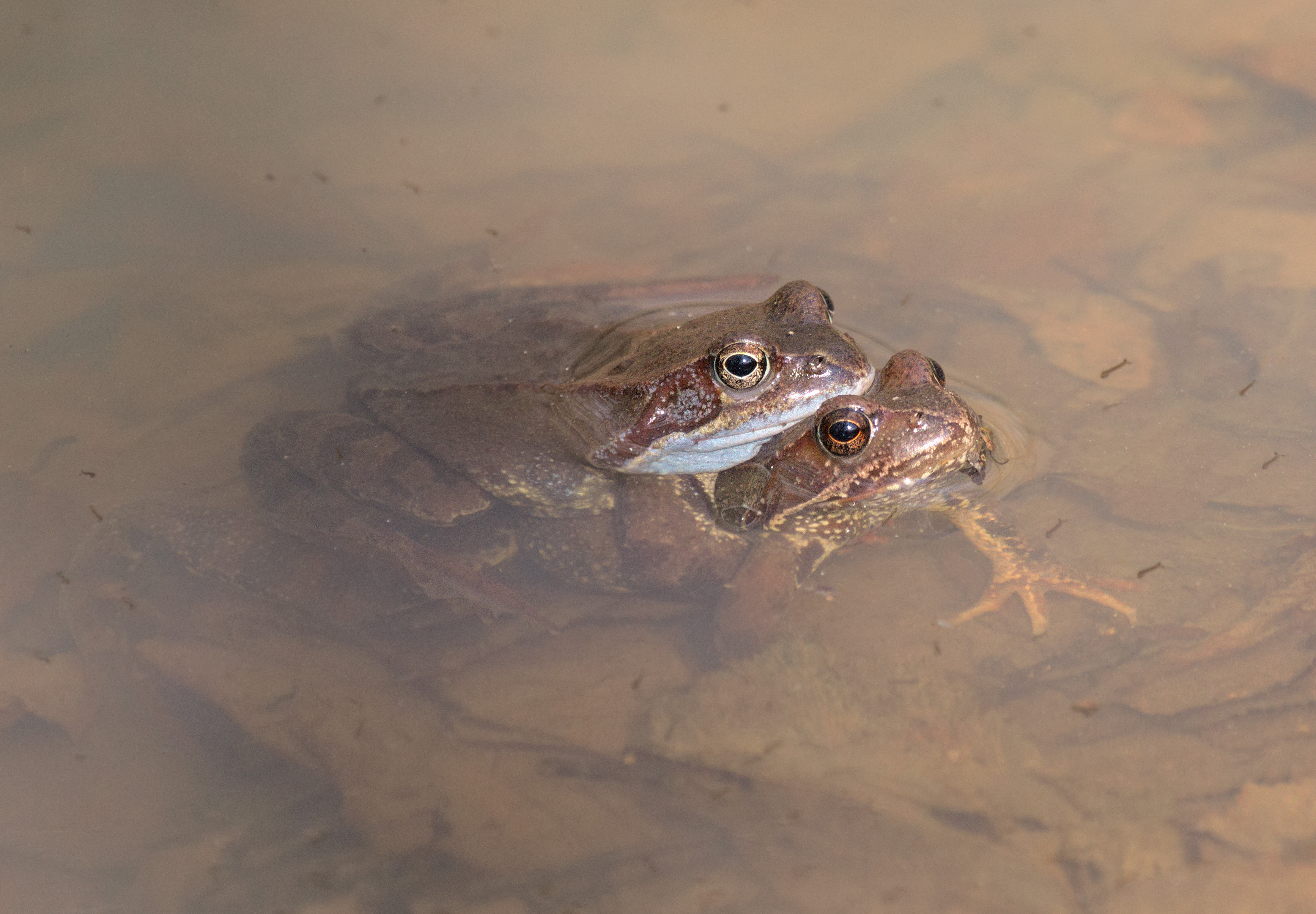
Rana temporaria, amplexus

Con trưởng thành có chiều dài cơ thể từ 6 đến 9 cm và lưng của chúng và hai bên sườn khác nhau về màu sắc, với màu xanh ô liu, màu xám nâu, nâu, ô-liu, nâu, màu xám, màu vàng hoặc đỏ heo. Tuy nhiên, loài ếch này có khả năng có thể làm sáng và tối da của chúng để phù hợp với môi trường xung quanh. Nó có màu sắc khác thường với cả cá thể màu đỏ và màu đen được tìm thấy ở Scotland, và con ếch đực chuyển sang màu xanh xám trong mùa giao phối. Ngoài ra, con ếch bạch tạng thường gặp đã được tìm thấy với làn da vàng và mắt màu đỏ. Trọng lượng trung bình của họ là 22.7g (0,8 oz). Con cái thường lớn hơn một chút so với con đực.

## Chế độ ăn
Con trưởng thành ăn bất kỳ động vật không xương sống nào có kích thước phù hợp, mặc dù chúng không ăn gì cả trong mùa sinh sản. Các loại thực phẩm được yêu thích nhất bao gồm côn trùng (đặc biệt là ruồi), ốc sên và sâu. Ếch bắt con mồi bằng cách dùng lưỡi dính của chúng. Thói quen ăn của chúng thay đổi đáng kể trong suốt cuộc đời chúng, trong khi những con ếch lớn tuổi sẽ ăn chỉ có trên đất, ếch non cũng ăn thức ăn trong nước. Nòng nọc chủ yếu loài ăn cỏ, ăn mảnh vụn, tảo, mặc dù chúng cũng ăn các động vật khác với số lượng nhỏ.

## Môi trường sống
Ngoài mùa sinh sản, ếch thường sống một cuộc sống đơn độc ở nơi ẩm ướt, gần ao, đầm lầy hoặc trong cỏ dài. Chúng thường hoạt động nhiều năm, chỉ có chế độ ngủ đông trong những tháng lạnh nhất, đôi khi giữa tháng tám và đầu tháng sáu tùy thuộc vào vĩ độ và độ cao. Trong các chi phía bắc nhất của phạm vi của chúng, chúng có thể bị mắc kẹt dưới lớp băng cho đến chín tháng trong năm, nhưng nghiên cứu gần đây đã chỉ ra rằng trong những điều kiện này, họ có thể tương đối hoạt động. ở nhiệt độ gần điểm đóng băng. Ở quần đảo Anh, loài ếch này thường ngủ đông từ cuối tháng Mười đến tháng 1. Chúng lại trồi lên như là vào đầu tháng hai nếu có điều kiện thuận lợi, và di chuyển đến các khu nước như ao vườn để đẻ trứng. Trong trường hợp điều kiện khắc nghiệt hơn, chẳng hạn như trong dãy núi Alps, chúng xuất hiện muộn nhất là đầu tháng Sáu. Loài ếch này ngủ đông trong hoạt động vùng biển, bùn, hang hốc, hoặc trong lớp lá mục nát và bùn ở đáy ao. Sự hấp thụ oxy qua da đủ để duy trì nhu cầu dưỡng khí của những con ếch ngủ đông lạnh và bất động trong thời gian ngủ đông.
Nòng nọc loài ếch này là đối tượng săn mồi của cá, bọ cánh cứng, chuồn chuồn. Ếch trưởng thành là thức ăn của chim săn mồi, quạ, vịt, nhạn, cò, rái cá. 
Nhiều con ếch bị mèo nhà giết chết nhưng chúng hiếm khi ăn, một số lượng lớn bị giết chết trên đường bởi xe cộ qua lại.